# Boqueixón
Boqueixón ist eine spanische Gemeinde in der Autonomen Gemeinschaft Galicien. Boqueixón ist auch eine Stadt und eine Parroquia. Der Verwaltungssitz der Gemeinde ist O Forte. Die 4.200 Einwohner (Stand: 2024), leben auf einer Fläche von 73,18 km², 85,8 km von der Provinzhauptstadt A Coruña entfernt.

## Bevölkerungsentwicklung der Gemeinde
Legende: Boqueijón___Boqueixón

## Gemeindegliederung
Die Gemeinde Boqueixón ist in 14 Parroquias gegliedert:
| Parroquias | Patrozinium  | Einwohner 2024 | Fläche km² | Dichte Einw./km² | Höhe msnm | Ortskennzahl |
| ---------- | ------------ | -------------- | ---------- | ---------------- | --------- | ------------ |
| Boqueixón  | San Vicente  | 232            | 6,34       | 37               | 297       | 15012010000  |
| Codeso     | Santaia      | 311            | 4,49       | 69               | 261       | 15012020000  |
| Donas      | San Pedro    | 17             | 1,20       | 14               | 74        | 15012030000  |
| Gastrar    | Santa Mariña | 96             | 5,97       | 16               | 228       | 15012040000  |
| A Granxa   | San Lourenzo | 98             | 4,11       | 24               | 364       | 15012050000  |
| Lamas      | Santa María  | 297            | 5,97       | 50               | 255       | 15012060000  |
| Ledesma    | San Salvador | 245            | 2,69       | 91               | 87        | 15012070000  |
| Lestedo    | Santa María  | 1.066          | 6,89       | 155              | 257       | 15012080000  |
| Loureda    | San Pedro    | 190            | 9,64       | 20               | 320       | 15012090000  |
| Oural      | Santa María  | 393            | 4,48       | 88               | 226       | 15012100000  |
| Pousada    | San Lourenzo | 189            | 4,36       | 43               | 206       | 15012110000  |
| Sergude    | San Breixo   | 793            | 10,20      | 78               | 215       | 15012120000  |
| Sucira     | Santa Mariña | 79             | 1,74       | 45               | 85        | 15012130000  |
| Vigo       | Santa Baia   | 140            | 5,26       | 27               | 302       | 15012140000  |

## Wirtschaft
| Ackerbau, Viehzucht und Fischerei                                                  | 0139  | 07,33  |
| Industrie                                                                          | 0300  | 015,82 |
| Bauwirtschaft                                                                      | 0156  | 08,23  |
| Dienstleistungsbetriebe                                                            | 1.301 | 068,62 |
| Total                                                                              | 1.896 | 100,00 |
| * Daten aus dem Statistischen Amt für Wirtschaftliche Entwicklung in Galicien, IGE |       |        |

## Städtepartnerschaften
- Cotgrave,  Vereinigtes Königreich
- Hollókő,  Ungarn
- Crescentino,  Italien
- Panorama,  Griechenland
- Tarxien,  Malta